# Velké jeřábí jezero
Velké jeřábí jezero byla národní přírodní rezervace nacházející se severně od obce Přebuz na hranici s Německem v Krušných horách. Oblast je součástí přírodního parku Přebuz.
Oblast představuje typické horské rašeliniště, které je z části zarostlé porostem borovice bažinné a smrkem. Místa nezarostlá stromy jsou porostlá rašeliníkem, který se nachází mezi velkým počtem malých tůní. Různorodost rašeliniště umožňuje výskyt všech vývojových fází vrchovištního typu rašeliniště s celou řadou vzácných rostlin a živočichů. Oblast je součástí evropsky významné lokality vyhlášené v rámci programu Natura 2000. Na německé straně hranice k původní rezervaci přiléhá chráněné území NSG Großer Kranichsee.

## Historie
Chráněné území bylo vyhlášeno 4. února 1938. Dne 1. července 2012 byla národní přírodní rezervace zrušena, a zároveň se stala součástí nově vyhlášené národní přírodní rezervace Rolavská vrchoviště.

## Přírodní poměry

### Vodní režim
Nachází se na rozvodí Rolavy, která odtéká na jihovýchod a Velké Pyry, která odtéká na severozápad.

### Flóra
Na jezeře a v jeho okolním rašeliništi rostou borovice kleč, borovice blatka, z bylin pak například suchopýr pochvatý, šicha černá, klikva žoravina, rosnatka okrouhlolistá, vlochyně bahenní a kyhanka sivolistá.

### Fauna
Žijí zde zmije obecná a ještěrka živorodá, z ptáků pak vzácný tetřívek obecný[zdroj?] a tetřev hlušec.